# Thwaitesgletsjer
De Thwaitesgletsjer is een uitzonderlijk brede en snelle gletsjer in Marie Byrdland, Antarctica, die vanuit de West-Antarctische ijskap uitmondt in de Pine Island Bay, een onderdeel van de Amundsenzee. De oppervlaktesnelheid bedraagt meer dan 2 km/jaar nabij de contactlijn (grounding line) met het zeewater.
De gletsjer werd door het ACAN vernoemd naar geoloog Fredrik T. Thwaites. De Thwaitesgletsjer wordt nauwkeurig geobserveerd vanwege zijn bijdrage tot de stijging van de zeespiegel.
Het volume van de gletsjer wordt geschat op 483 ± 6 x 103 km³ ijs, waarvan ongeveer 258 ± 6 103 km³ boven zeeniveau. Zou de gletsjer volledig afsmelten, dan komt dit overeen met een zeespiegelstijging van ongeveer 65 cm.